# Mässingstjuren

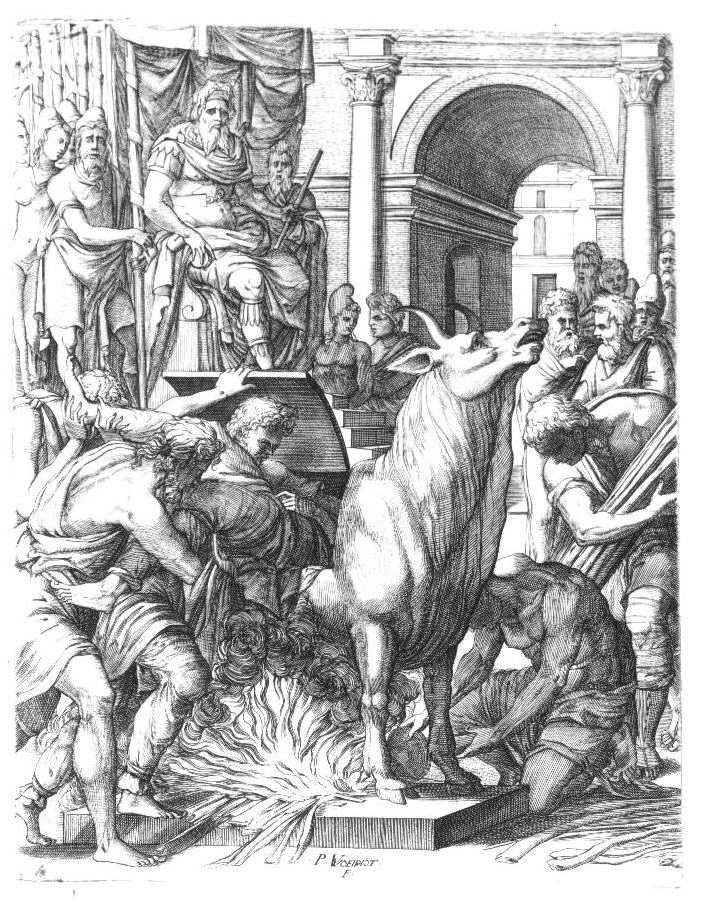
Perillos stängs in i mässingstjuren som han byggt åt Falaris

Mässingstjuren var i antiken ett tortyr- och avrättningsredskap.
Tjuren konstruerades och byggdes av skulptören Perillos av Aten åt den grymme envåldshärskaren Falaris i Akragas (Agrigentum) på Sicilien på 500-talet f.Kr. för att användas vid bestraffning av brottslingar.
Skulpturen bestod av en ihålig tjur helt gjord av mässing. Genom en dörr från sidan, stängdes den dömde in, en eld tändes under tjuren, och den inlåste stektes ihjäl. Dennes förtvivlade skrik omvandlades via ett rörsystem, kopplat till tjurens mun och näsborrar, till något som skulle låta som brölet från en tjur till förnöjelse för åskådarna.
När Perillos, vid överlämnandet till Falaris, skulle demonstrera ljudet från tjuren, låste Falaris in honom och tände eld under tjuren. Perillos släpptes ut, dock, när han var halvdöd och kastades ut från klipporna.
Historien om Falaris och Perillos tjur har återberättats av många kända skriftställare och historiker från antiken, bland andra Pindaros, Cicero, Diodorus Siculus och Lukianos.  
Det är samma historia som berättas av Plutarchos om Aemilius Censorinus, vilken som var tyrann i Aegesta (Segesta) på Sicilien. I denna berättelse, uppfanns en häst av brons  åt tyrannen för att tortera brottslingar med. När Aemilius Censorinus tog emot skulpturen, prövade han den genast på uppfinnaren.